# Biała Podlaska
Pour les articles homonymes, voir Biała Podlaska (homonymie).
Biała Podlaska (prononcé en polonais : /ˈbʲawa pɔdˈlaska/ ; en lituanien : Palenkės Biala) est une ville de la voïvodie de Lublin, dans l'est de la Pologne. Elle est une ville-powiat et le chef-lieu du powiat de Biała Podlaska, sans en faire partie.

## Géographie
La ville se situe dans la partie sud de la région historique de Podlachie (Polésie). Sa population s'élevait à environ 55 000 habitants.

## Histoire
La localité dans le grand-duché de Lituanie est mentionnée pour la première fois dans un acte de 1481 ; elle faisait partie de la voïvodie de Brest-Litovsk à partir de 1566.
L'église Sainte-Anne a été construite en 1572. La construction du château fut lancée en 1622. Devastée par les troupes suédoises durant la première guerre du Nord, le bourg a reçu le privilège urbain selon le droit de Magdebourg à l'instigation de Michel Casimir Radziwiłł, vice-chancélier et hetman de Lituanie, en 1670.
Au cours du troisième partage de la Pologne, en 1795, la ville a été rattachée à la monarchie de Habsbourg. À partir de 1809, il faisait partie du duché de Varsovie puis, dès 1815, du royaume du Congrès. Après la Première Guerre mondiale, elle est incorporée dans la république de Pologne.

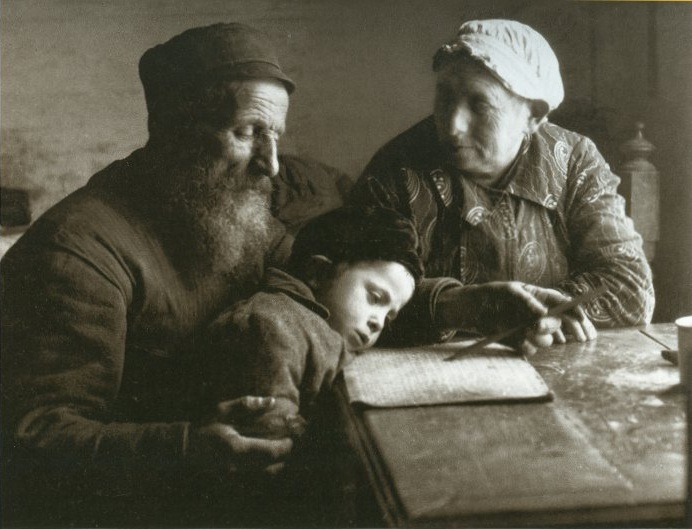
Wolf Nachowicz apprend à lire à son petit-fils, Biala Podlaska, 1926

En 1931, la communauté juive de la ville représente 64,7 % de la population totale, 6 923 personnes sur 10 697.
La ville a été bombardée durant l'invasion de la Pologne en septembre 1939.
Au cours de la Seconde Guerre mondiale, les Allemands y installent un ghetto dans lequel ils enferment les juifs de Biała Podlaska et des villes des environs. En mars 1942, le ghetto compte 8 400 prisonniers. Les Juifs sont contraints aux travaux forcés dans les environs, fermes, usines, construction de routes, aérodrome. Les conditions sont très difficiles et ils souffrent notamment du typhus qui fait plusieurs morts.
Le 10 juin 1942, 3 000 juifs dont des femmes et des enfants sont rassemblés dans la cour de la synagogue, ils seront le lendemain déportés au camp d'extermination nazi allemand de Sobibor où ils seront tous tués dans les chambres à gaz.

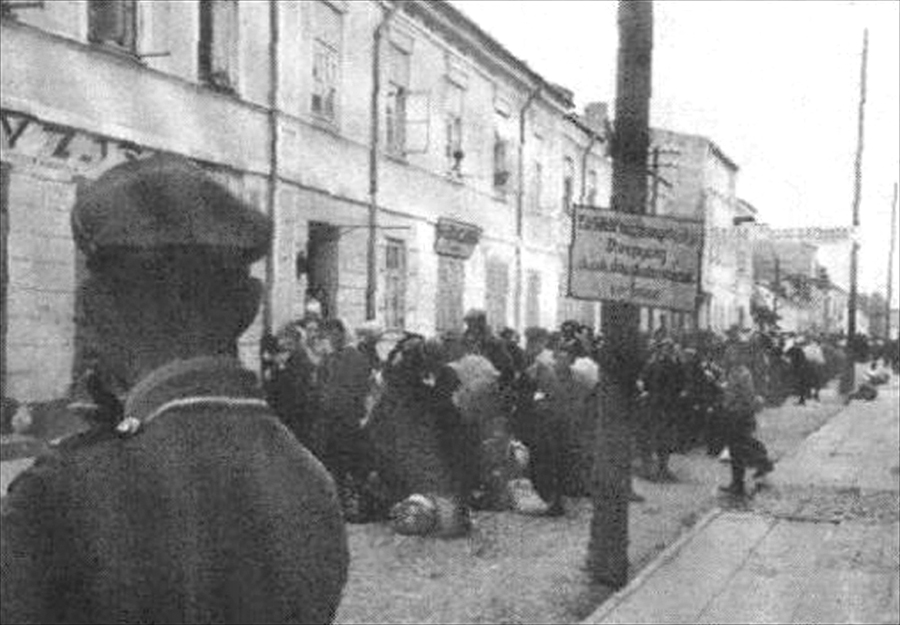
Déportation des juifs du ghetto en 1942 à Biała Podlaska rue Stanislawa Moniuszki

En octobre et novembre 1942, 10 800 juifs de Biała Podlaska et des environs seront déportés au camp d'extermination nazi allemand de Treblinka à 125 kilomètres de là (ou exécutés sur place durant les rassemblements).
Le reste des juifs seront déportés à Majdanek et Treblinka en 1943 et mai 1944.
La ville est reprise par l'Armée rouge le 26 juillet 1944. Environ 300 juifs survivront à la Shoah, la plupart quittent la Pologne occupée par les communistes russes après la guerre.
Un mémorial est construit sur l'emplacement du cimetière juif détruit par les nazis allemands. Un survivant de la ville construit également un mémorial dans sa ville aux États-Unis. Gitta Rosenzweig témoigne régulièrement sur son histoire de survivante du ghetto : elle a échappé aux rafles en étant placée en orphelinat catholique sous un nom d'emprunt.
De 1975 à 1998, la ville était le chef-lieu de la voïvodie de Biała Podlaska. 
Depuis la réforme administrative du 1er janvier 1999 sur les voïvodies de Pologne, cette voïvodie n'existe plus, et Biała Podlaska fait partie de la voïvodie de Lublin.

## Économie
Selon Andrzej Czapski, l'ancien maire de la ville (1998-2014), « Ici, il n’y a pas de travail. Les grandes entreprises de la région ont fermé durant les années de transition. »

## Jumelages
- Brest (Biélorussie) depuis 1991
- Smolensk (Russie) depuis 1991
- Niort (France) depuis 1995
- Baranovitchi (Biélorussie) depuis 2002

## Personnalités
- George Bridgetower (1778-1860), violoniste ;
- Honorat de Biala (1829-1916), capucin béatifié par Jean-Paul II ;
- Xenia Dénikine (1892-1973), femme du général Anton Dénikine ;
- Benedykt Kraskowski (1907-1944), juste parmi les nations ;
- Paulina Biranowska (née en 1985), joueuse de volley-ball ;
- Ariel Borysiuk (né en 1991), footballeur ;
- Sebastian Szymański (né en 1999), footballeur.